# Traité de Brömsebro

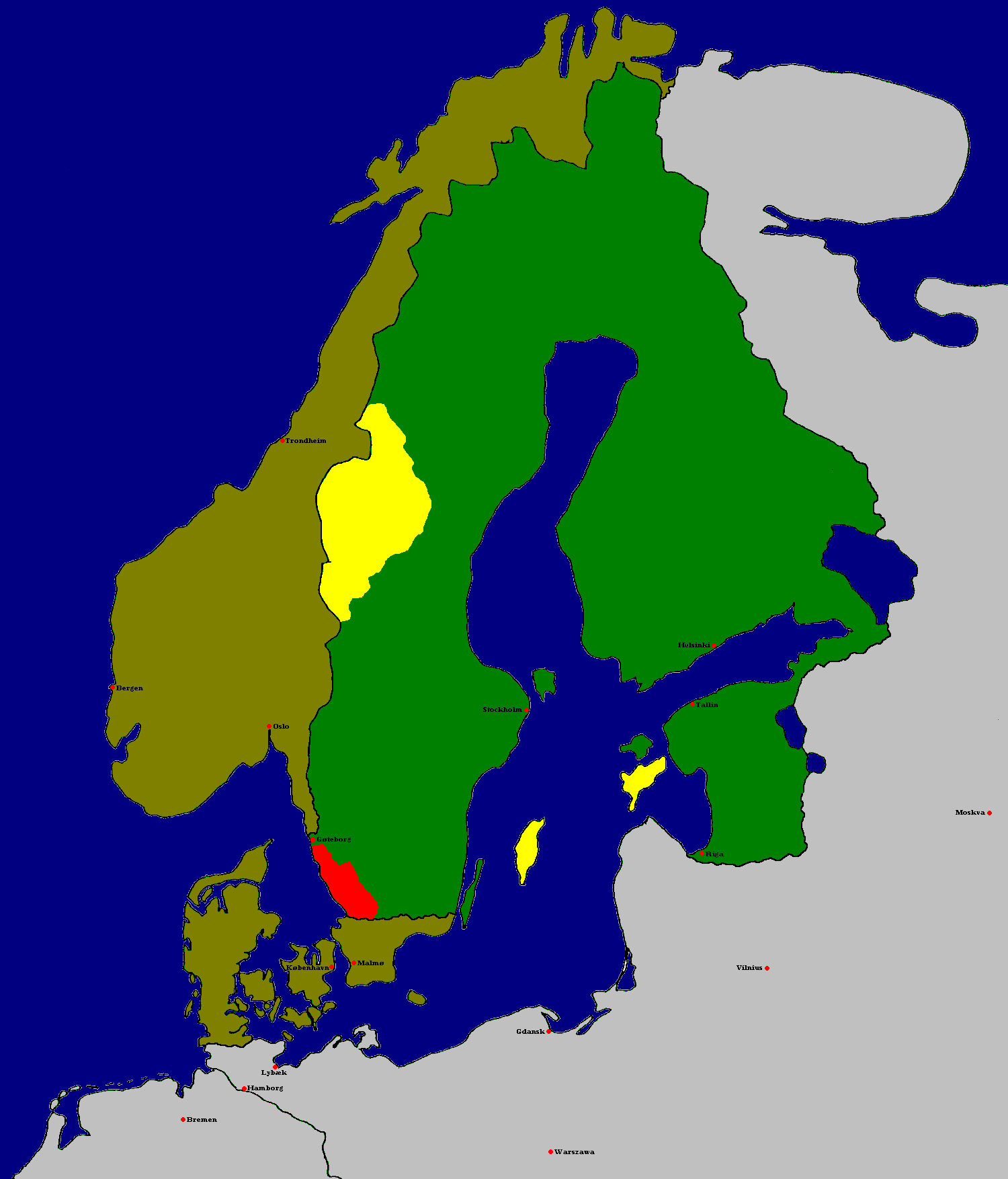
Danemark-Norvège en 1646. Le Traité de Brömsebro. En jaune : les provinces norvégiennes de Jemtland et de Härjedalen et les îles en mer Baltique de Gotland et de Ösel. En rouge : Halland pendant une période de 30 ans.

Le traité de Brömsebro ou, en suédois et danois, la paix de Brömsebro (Freden i Brömsebro) du 13 août 1645, a mis fin à la guerre de Torstenson, conflit local qui faisait partie de la guerre de Trente Ans et qui avait commencé en 1643 entre la Suède et le Danemark-Norvège. 
Les négociations pour le traité ont commencé en février de la même année dans le village de Brömsebro, à la frontière entre les provinces de Blekinge et de Småland. 
La prépondérance militaire de la Suède avait finalement forcé le Danemark à céder aux exigences suédoises en cédant les provinces alors norvégiennes du Jämtland, du Härjedalen et de l'Älvdalen, ainsi que les îles de Gotland et d'Ösel en mer Baltique. 
En outre, aux termes du traité, la Suède était exemptée du péage du Sund prélevé sur les navires étrangers transitant du Kattegat à la Baltique par les détroits danois. 
La Suède reçut aussi la province du Halland pour une période de 30 ans comme garantie de ces dispositions.
Le traité de Brömsebro fut suivi du traité de Roskilde en 1658, où le Danemark-Norvège dut faire d'autres concessions.